# La primavera romana della signora Stone (film 2003)
La primavera romana della signora Stone (The Roman Spring of Mrs. Stone) è un film per la televisione del 2003 diretto da Robert Allan Ackerman. È tratto dal romanzo omonimo di Tennessee Williams ed è il remake di La primavera romana della signora Stone del 1961.

## Trama
La star del cinema Karen Stone deve far fronte al repentino cambiamento della propria esistenza quando il ricco marito muore improvvisamente durante una vacanza a Roma. Da quel momento in poi, incitata da una misteriosa Contessa, la donna inizia a frequentare avvenenti ed affascinanti gigolò italiani. Libera dai vincoli della morale e dal senso del dovere, Karen s'abbandona liberamente alle proprie pulsioni, incitata anche dalla lontananza dalla patria natia. Quello che effettivamente è un sogno ad occhi aperti s'interrompe improvvisamente quando un giorno incontra un giovane ragazzo, che inizia a minacciarla e perseguitarla.